# Raschid Bakr

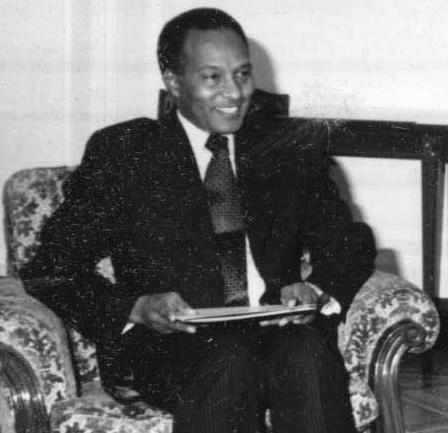
Raschid Bakr

ar-Raschid at-Tahir Bakr (arabisch الرشيد الطاهر بكر ar-Raschīd at-Tāhir Bakr; * 1932; Karkaudsch, Provinz an-Nil al-azraq, heute Bundesstaat Sannar; † 11. März 1988) war ein Premierminister Sudans.
Bakr, Mitglied der Union der sozialistischen Kräfte (Sudan Socialist Union) und von 1974 an Vorsitzender der Nationalversammlung, wurde am 11. August 1976 ins Amt des Premierministers ernannt. Er diente in diesem Amt bis zum 10. September 1977, dann wechselte er in das Amt des Außenministers bis 1980.